# Les Souvenirs
Les Souvenirs és una comèdia dramàtica francesa escrita i dirigida per Jean-Paul Rouve, estrenada el gener de 2015. Amb més d'un milió d'entrades és la pel·lícula més rendible de l'any i té un lloc als César amb la preselecció de Mathieu Spinosi com a millor esperança masculina.

## Argument
Romain, un vigilant nocturn, s'estimaria més que tot esdevenir escriptor, però la seva àvia s'escapa de la residència d'avis i el seu pare desembarca a casa seva arriscant-ho tot.

## Repartiment
- Michel Blanc: Michel Esnart, el pare de Romain
- Annie Cordy: Madeleine Esnart, l'àvia de Romain[4][5]
- Mathieu Spinosi: Romà Esnart, fill de Michel i Nathalie i net de Madeleine
- Chantal Lauby: Nathalie Esnart, la mare de Romain
- William Lebghil: Karim
- Audrey Lamy:[6] la directora de lar d'avis
- Flore Bonaventura:[7] Louise
- Jean-Paul Rouve: el patró de l'hotel
- Jacques Boudet: el pintor
- Xavier Brière: Pierre Esnart o Esnard[8]
- Yvan Garouel: Patrick Esnart o Esnard[8]
- Daniel Morin: el caixer de l'estació de servei
- Blanca Gardin: Hostessa de l'oficina de turisme
- Laurent Cléry: el recepcionista de l'"Hotel dels Falaises"
- Arthur Benzaquen: el professor de yoga
- Philippe Dusseau: el veí
- Brigitte Mariaulle: Monique
- Zohra Benali: la mare de Karim
- Arnaud Henriet: el policia comissari

## Seleccions
- Festival internacional de cinema francòfon de Namur 2014: « Mirades del present »
- Festival de cinema Cinemania 2014: « Selecció oficial »
- Cita del cinema francès a París 2015: « Press junket »

## Crítica
- "Una road movie que es mou amb una estructura jazzística (...) Rouve li dona a aquesta banda sonora vital concordes de comèdia absents en el llibre (...) Puntuació: ★★★ (sobre 5)"[9]
- "Una agradable encara que fàcil d'oblidar comèdia dramàtica familiar francesa."[10]